# Вікова класифікація телевізійного контенту
Вікова класифікація телевізійного контенту — система оцінки та позначень щодо придатності телевізійного контенту для дітей, підлітків або дорослих. Багато країн мають власну систему класифікації ТБ, тому система рейтингування може відрізнятися залежно від місцевих пріоритетів. Програми оцінює організація, яка керує системою, мовником або виробниками контенту.
Рейтинг зазвичай встановлюють для кожного окремого епізоду серіалу. Рейтинг може змінюватись, залежно від епізоду, мережі, повтору та країни. Таким чином, у рейтингах програм зазвичай немає сенсу, якщо не вказано, коли та де використовується рейтинг.

## Порівняльна таблиця
Порівняння чинних систем рейтингів телевізійного контенту, що показують вік за горизонтальною віссю. Однак, конкретні критерії, які використовуються при присвоєнні класифікації, можуть відрізнятися залежно від країни, тому колірний код чи віковий діапазон не можуть бути безпосередньо зіставлені з однієї країни до іншої.
Розшифровка:
- Білий — Без обмежень: Придатний для будь-якого віку / Орієнтований на юну аудиторію / Звільнений / Не оцінений / Не має застосовного рейтингу.
- Жовтий — Без обмежень: Для певного вікового діапазону рекомендовано батьківський контроль.
- Фіолетовий — Без обмежень: Не рекомендовано для молодої аудиторії, але не обмежений.
- Червоний — Обмеження: Молодшій аудиторії потрібен батьківський супровід.
- Чорний — Заборона: Виключно для старшої аудиторії / Обмежений певною аудиторією / Перегляд обмежено за віком / Заборонено.
- Сірий — У цих випадках — заборона, а в інших — батьківський контроль.

| Країна                     | 0/1            | 2              | 3              | 4              | 5              | 6              | 7              | 8             | 9             | 10            | 11            | 12                  | 13                  | 14                  | 15                  | 16                | 17                | 18               | 19               | 20               | 21               | Інше    | Час показу |
| -------------------------- | -------------- | -------------- | -------------- | -------------- | -------------- | -------------- | -------------- | ------------- | ------------- | ------------- | ------------- | ------------------- | ------------------- | ------------------- | ------------------- | ----------------- | ----------------- | ---------------- | ---------------- | ---------------- | ---------------- | ------- | --- |
| Австралія                  | G              | G              | G              | G              | G              | G              | G              | G             | G             | G             | G             | G                   | G                   | G                   | M                   | M                 | M                 | R18+             | R18+             | R18+             | R18+             | E       | M: Може виходити в ефір лише від 12:00 до 15:00 (крім ABC Me) і від 19:30 (20:30 для ABC Me) до 05:00 MA15+: Може виходити в ефір лише від 20:30 (21:00 для ABC Me) до 05:00                                                                                        |
| Австралія                  | PG             | PG             | PG             | PG             | PG             | PG             | PG             | PG            | PG            | PG            | PG            | PG                  | PG                  | PG                  | MA15+               | MA15+             | MA15+             | R18+             | R18+             | R18+             | R18+             | E       | M: Може виходити в ефір лише від 12:00 до 15:00 (крім ABC Me) і від 19:30 (20:30 для ABC Me) до 05:00 MA15+: Може виходити в ефір лише від 20:30 (21:00 для ABC Me) до 05:00                                                                                        |
| Австралія                  | P              | P              | P              | P              | C              | C              | C              | C             | C             | C             | C             | C                   | C                   | N/A                 | N/A                 | N/A               | N/A               | X18+             | X18+             | X18+             | X18+             | E       | M: Може виходити в ефір лише від 12:00 до 15:00 (крім ABC Me) і від 19:30 (20:30 для ABC Me) до 05:00 MA15+: Може виходити в ефір лише від 20:30 (21:00 для ABC Me) до 05:00                                                                                        |
| Аргентина                  | ATP            | ATP            | ATP            | ATP            | ATP            | ATP            | ATP            | ATP           | ATP           | ATP           | ATP           | ATP                 | +13                 | +13                 | +13                 | +16               | +16               | +18              | +18              | +18              | +18              | N/A     | +13, +16, +18: Може виходити в ефір лише від 22:00 до 07:00 |
| Болгарія                   | Не оцінено     | Не оцінено     | Не оцінено     | Не оцінено     | Не оцінено     | Не оцінено     | Не оцінено     | Не оцінено    | Не оцінено    | Не оцінено    | Не оцінено    | 12                  | 12                  | 14                  | 14                  | 16                | 16                | 18               | 18               | 18               | 18               | N/A     | 18: Не можна транслювати до 23:00 |
| Бразилія                   | L              | L              | L              | L              | L              | L              | L              | L             | L             | 10            | 10            | 12                  | 12                  | 14                  | 14                  | 16                | 16                | 18               | 18               | 18               | 18               | N/A     | N/A |
| Венесуела                  | Todo usuario   | Todo usuario   | Todo usuario   | Todo usuario   | Todo usuario   | Todo usuario   | Todo usuario   | Todo usuario  | Todo usuario  | Todo usuario  | Todo usuario  | Todo usuario        | Todo usuario        | Todo usuario        | Todo usuario        | Todo usuario      | Todo usuario      | Adulto           | Adulto           | Adulto           | Adulto           | N/A     | Supervisado: Може виходити в ефір лише від 19:00 до 07:00 Adulto: Може виходити в ефір лише від 23:00 до 05:00 |
| Венесуела                  | Supervisado    |                |                |                |                |                |                |               |               |               |               |                     |                     |                     |                     |                   |                   | Adulto           | Adulto           | Adulto           | Adulto           | N/A     | Supervisado: Може виходити в ефір лише від 19:00 до 07:00 Adulto: Може виходити в ефір лише від 23:00 до 05:00 |
| Вірменія                   | GA             | EC             | EC             | EC             | E              | E              | E              | E             | E9/TW         | E9/TW         | E9/TW         | T                   | T                   | T                   | T                   | M                 | AO                | A                | A                | A                | A                | N/A     | \|Y: Виходить в ефір за 20 хв. після дитячої зони A: Виходить в ефір від 8:00 до 14:00 у вихідні (с 9:00 до 15:00 в будні і від 22:00 до 6:00 для телеканалу "Вірменія ТБ") і від опівночі до 6:00 щоденно в безплатному ефірі                                      |
| Вірменія                   | Y              | Y              | Y              | Y              | Y              | Y              | Y7             | Y7            | Y7            | Y7            | Y7            | Y7                  | Y7                  | Y7                  | Y7                  | Y7                | AO                | A                | A                | A                | A                | N/A     | \|Y: Виходить в ефір за 20 хв. після дитячої зони A: Виходить в ефір від 8:00 до 14:00 у вихідні (с 9:00 до 15:00 в будні і від 22:00 до 6:00 для телеканалу "Вірменія ТБ") і від опівночі до 6:00 щоденно в безплатному ефірі                                      |
| Німеччина                  | Не оцінено     | Не оцінено     | Не оцінено     | Не оцінено     | Не оцінено     | Не оцінено     | Не оцінено     | Не оцінено    | Не оцінено    | Не оцінено    | Не оцінено    | Не оцінено          | Не оцінено          | Не оцінено          | Не оцінено          | 16                | 16                | 18               | 18               | 18               | 18               | N/A     | 16: Може виходити в ефір лише від 22:00 до 6:00 18: Може виходити в ефір лише від 23:00 до 6:00 |
| Гонконг                    | Не оцінено     | Не оцінено     | Не оцінено     | Не оцінено     | Не оцінено     | Не оцінено     | Не оцінено     | Не оцінено    | Не оцінено    | Не оцінено    | Не оцінено    | Не оцінено          | Не оцінено          | Не оцінено          | Не оцінено          | Не оцінено        | Не оцінено        | M                | M                | M                | M                | N/A     | PG: Не можна транслювати від 16:00 до 20:30 щоденно M: Може виходити в ефір лише від 23:00 до 6:00 |
| Гонконг                    | PG             |                |                |                |                |                |                |               |               |               |               |                     |                     |                     |                     |                   |                   | M                | M                | M                | M                | N/A     | PG: Не можна транслювати від 16:00 до 20:30 щоденно M: Може виходити в ефір лише від 23:00 до 6:00 |
| Греція                     | K              | K              | K              | K              | K              | K              | K              | 8             | 8             | 8             | 8             | 12                  | 12                  | 12                  | 12                  | 16                | 16                | 18               | 18               | 18               | 18               | N/A     | 8: Може виходити в ефір лише за 30 хв. після дитячої зони 12: Може виходити в ефір лише від 21:30 до 6:00 або від 22:00 до 6:00 у вихідні і під час шкільних канікул 16: Може виходити в ефір лише від 23:00 до 6:00 18: Може виходити в ефір лише від 1:00 до 6:00 |
| Еквадор                    | A              | A              | A              | A              | A              | A              | A              | A             | A             | A             | A             | B                   | B                   | B                   | B                   | B                 | B                 | C                | C                | C                | C                | N/A     | C: Може виходити в ефір лише від 22:00 до 06:00 |
| Країна                     | 0/1            | 2              | 3              | 4              | 5              | 6              | 7              | 8             | 9             | 10            | 11            | 12                  | 13                  | 14                  | 15                  | 16                | 17                | 18               | 19               | 20               | 21               | Інше    | Час показу |
| Ізраїль                    | G              | G              | G              | G              | G              | G              | G              | 8+            | 8+            | 8+            | 8+            | 12+                 | 12+                 | 12+                 | 15+                 | 15+               | 15+               | 18+              | 18+              | 18+              | 18+              | E       | 18+: Виходить в ефір від 23:00 до 6:00 |
| Індія                      | U              | U              | U              | U              | U              | U              | U              | U             | U             | U             | U             | UA                  | UA                  | UA                  | UA                  | UA                | UA                | A                | A                | A                | A                | S       | A: Може виходити в ефір лише від 23:00 до 5:00 |
| Індонезія                  | N/A            | SU             | SU             | SU             | SU             | SU             | A-BO           | A-BO          | A-BO          | A-BO          | A-BO          | A-BO                | R-BO                | R-BO                | R-BO                | R-BO              | R-BO              | D                | D                | D                | D                | N/A     | D: Може виходити в ефір лише від 22:00 до 03:00 |
| Індонезія                  | N/A            | P-BO           |                |                |                |                | A-BO           | A-BO          | A-BO          | A-BO          | A-BO          | A-BO                | R-BO                | R-BO                | R-BO                | R-BO              | R-BO              | D                | D                | D                | D                | N/A     | D: Може виходити в ефір лише від 22:00 до 03:00 |
| Індонезія                  | N/A            | P              | P              | P              | P              | P              | A              | A             | A             | A             | A             | A                   | R                   | R                   | R                   | R                 | R                 | D                | D                | D                | D                | N/A     | D: Може виходити в ефір лише від 22:00 до 03:00 |
| Іспанія                    | TP             | TP             | TP             | TP             | TP             | TP             | 7              | 7             | 7             | 10            | 10            | 12                  | 13                  | 13                  | 13                  | 16                | 16                | 18               | 18               | 18               | 18               | N/A     | 18: Може виходити в ефір лише від 22:00 до 06:00 |
| Іспанія                    | ERI            |                |                |                |                |                | 7              | 7             | 7             | 10            | 10            | 12                  | 13                  | 13                  | 13                  | 16                | 16                | 18               | 18               | 18               | 18               | N/A     | 18: Може виходити в ефір лише від 22:00 до 06:00 |
| Італія                     | T              | T              | T              | T              | T              | T              | T              | T             | T             | T             | T             | 12                  | 12                  | 14                  | 14                  | 14                | 14                | 18               | 18               | 18               | 18               | N/A     | N/A |
| Італія                     | BA             |                |                |                |                |                |                |               |               |               |               | 12                  | 12                  | 14                  | 14                  | 14                | 14                | 18               | 18               | 18               | 18               | N/A     | N/A |
| Канада (за межами Квебеку) | G              | G              | G              | G              | G              | G              | G              | PG            | PG            | PG            | PG            | PG                  | PG                  | 14+                 | 14+                 | 14+               | 14+               | 18+              | 18+              | 18+              | 18+              | E       | 14+: Може виходити в ефір лише від 18:00 до 6:00 18+: Може виходити в ефір лише від 21:00 до 5:30 (Рейтинги 16 і 18 у Квебеку дотримуються аналогічних протоколів)                                                                                                  |
| Канада (за межами Квебеку) | C              | C              | C              | C              | C              | C              | C              | C8            | C8            | C8            | C8            | C8                  | C8                  | 14+                 | 14+                 | 14+               | 14+               | 18+              | 18+              | 18+              | 18+              | E       | 14+: Може виходити в ефір лише від 18:00 до 6:00 18+: Може виходити в ефір лише від 21:00 до 5:30 (Рейтинги 16 і 18 у Квебеку дотримуються аналогічних протоколів)                                                                                                  |
| (у Квебеку)                | G              | G              | G              | G              | G              | G              | G              | 8             | 8             | 8             | 8             | 8                   | 13                  | 13                  | 13                  | 16                | 16                | 18               | 18               | 18               | 18               | E       | 14+: Може виходити в ефір лише від 18:00 до 6:00 18+: Може виходити в ефір лише від 21:00 до 5:30 (Рейтинги 16 і 18 у Квебеку дотримуються аналогічних протоколів)                                                                                                  |
| Кіпр                       | K              | K              | K              | K              | K              | K              | K              | K             | K             | K             | K             | 12                  | 12                  | 12                  | 15                  | 15                | 15                | 18               | 18               | 18               | 18               | N/A     | 18: Може виходити в ефір лише від 01:00 до 6:00 |
| Колумбія                   | PTA            | PTA            | PTA            | PTA            | PTA            | PTA            | PTA            | PTA           | PTA           | PTA           | PTA           | Дорослі             | Дорослі             | Дорослі             | Дорослі             | Дорослі           | Дорослі           | Дорослі          | Дорослі          | Дорослі          | Дорослі          | N/A     | Adultos: Може виходити в ефір лише від 21:30 до 07:00; о 22:00 має бути передано повідомлення про те, що почалася доросла смуга |
| Литва                      | Не оцінено     | Не оцінено     | Не оцінено     | Не оцінено     | Не оцінено     | Не оцінено     | N-7            | N-7           | N-7           | N-7           | N-7           | N-7                 | N-7                 | N-14                | N-14                | N-14              | N-14              | S                | S                | S                | S                | N/A     | N-14: Може виходити в ефір від 21:00 до 06:00 S: Може виходити в ефір від 23:00 до 06:00 |
| Малайзія                   | U              | U              | U              | U              | U              | U              | U              | U             | U             | U             | U             | P12                 | 13                  | 13                  | 13                  | 16                | 16                | 18               | 18               | 18               | 18               | N/A     | 18: Може виходити в ефір лише від 22:00 до 05:00 |
| Марокко                    | Без обмежень   | Без обмежень   | Без обмежень   | Без обмежень   | Без обмежень   | Без обмежень   | Без обмежень   | Без обмежень  | Без обмежень  | −10           | −10           | −12                 | −12                 | −12                 | −12                 | −16               | −16               | −16              | −16              | −16              | −16              | N/A     | -10, -12: Не можна транслювати від 12:00 до 19:00 (можна транслювати від 14:00 до 17:00) в будні дні; не можна транслювати від 14:00 до 00:00 у вихідні та святкові дні -16: Може виходити в ефір лише від 22:30 до 00:00                                           |
| Мексика                    | A              | A              | A              | A              | A              | A              | A              | A             | A             | A             | A             | B                   | B                   | B                   | B-15                | B-15              | B-15              | C                | C                | C                | C                | N/A     | B: Може виходити в ефір лише від 16:00 до 5:59 B-15: Може виходити в ефір лише від 19:00 до 5:59 C: Може виходити в ефір лише від 21:00 до 5:59 D: Може виходити в ефір лише від опівночі до 5:00                                                                   |
| Мексика                    | AA             | AA             | AA             | AA             | AA             | AA             | AA             | AA            | AA            | AA            | AA            | B                   | B                   | B                   | B-15                | B-15              | B-15              | D                | D                | D                | D                | N/A     | B: Може виходити в ефір лише від 16:00 до 5:59 B-15: Може виходити в ефір лише від 19:00 до 5:59 C: Може виходити в ефір лише від 21:00 до 5:59 D: Може виходити в ефір лише від опівночі до 5:00                                                                   |
| Нідерланди                 | AL             | AL             | AL             | AL             | AL             | 6              | 6              | 6             | 9             | 9             | 9             | 12                  | 12                  | 14                  | 14                  | 16                | 16                | 18               | 18               | 18               | 18               | N/A     | 12/14/16: Може виходити в ефір лише від 20:00 до 06:00 18: Може виходити в ефір лише від опівночі до 06:00 |
| Нова Зеландія              | G              | G              | G              | G              | G              | G              | G              | G             | G             | G             | G             | G                   | G                   | G                   | G                   | M                 | M                 | 18               | 18               | 18               | 18               | N/A     | 18: Може виходити в ефір лише від 09:00 до 15:00 і від 20:00 до 06:00 |
| Нова Зеландія              | PG             | PG             | PG             | PG             | PG             | PG             | PG             | PG            | PG            | PG            | PG            | PG                  | PG                  | PG                  | PG                  | 16                | 16                | 18               | 18               | 18               | 18               | N/A     | 18: Може виходити в ефір лише від 09:00 до 15:00 і від 20:00 до 06:00 |
| Країна                     | 0/1            | 2              | 3              | 4              | 5              | 6              | 7              | 8             | 9             | 10            | 11            | 12                  | 13                  | 14                  | 15                  | 16                | 17                | 18               | 19               | 20               | 21               | Інше    | Час показу |
| Норвегія                   | Без обмежень   | Без обмежень   | Без обмежень   | Без обмежень   | Без обмежень   | 6              | 6              | 6             | 9             | 9             | 9             | 12                  | 12                  | 12                  | 15                  | 15                | 15                | 18               | 18               | 18               | 18               | N/A     | 12: Може виходити в ефір лише від 19:00 до 05:30 15, 18: Може виходити в ефір лише від 21:00 до 05:30 |
| ПАР                        | Без обмежень   | Без обмежень   | Без обмежень   | Без обмежень   | Без обмежень   | PG             | PG             | PG            | PG            | PG            | PG            | PG                  | 13                  | 13                  | 13                  | 16                | 16                | 18               | 18               | 18               | 18               | N/A     | 16: Може виходити в ефір лише від 21:00 до 04:30 18: Може виходити в ефір лише від 22:00 до 04:30 |
| Перу                       | APT            | APT            | APT            | APT            | APT            | APT            | APT            | APT           | APT           | APT           | APT           | APT                 | APT                 | 14                  | 14                  | 14                | 14                | 18               | 18               | 18               | 18               | N/A     | 18: Може виходити в ефір лише від 23:00 до 06:00 |
| Південна Корея             | ALL            | ALL            | ALL            | ALL            | ALL            | ALL            | 7              | 7             | 7             | 7             | 7             | 12                  | 12                  | 12                  | 15                  | 15                | 15                | 15               | 19               | 19               | 19               | Вільний | 19: Може виходити в ефір лише від 22:00 до 7:00; також може виходити в ефір від 9:00 до 13:00 в будні |
| Північна Македонія         | [Зелений круг] | [Зелений круг] | [Зелений круг] | [Зелений круг] | [Зелений круг] | [Зелений круг] | [Зелений круг] | [Жовтий круг] | [Жовтий круг] | [Жовтий круг] | [Жовтий круг] | [Оранжевий квадрат] | [Оранжевий квадрат] | [Оранжевий квадрат] | [Оранжевий квадрат] | [Синій трикутник] | [Синій трикутник] | [Червоний хрест] | [Червоний хрест] | [Червоний хрест] | [Червоний хрест] | N/A     | 12: Може виходити в ефір лише від 20:00 до 5:00 16: Може виходити в ефір лише від 22:00 до 5:00 X: Може виходити в ефір лише від 0:00 до 5:00 |
| Польща                     | BO             | BO             | BO             | BO             | BO             | BO             | 7              | 7             | 7             | 7             | 7             | 12                  | 12                  | 12                  | 12                  | 16                | 16                | 18               | 18               | 18               | 18               | N/A     | 16: Може виходити в ефір лише від 20:00 до 06:00 18: Може виходити в ефір лише від 23:00 до 06:00 |
| Португалія                 | T              | T              | T              | T              | T              | T              | T              | T             | T             | 10AP          | 10AP          | 12AP                | 12AP                | 12AP                | 12AP                | 16                | 16                | 16               | 16               | 16               | 16               | N/A     | 16: Може виходити в ефір лише від 22:30 до 06:00 |
| Росія                      | 0+             | 0+             | 0+             | 0+             | 0+             | 6+             | 6+             | 6+            | 6+            | 6+            | 6+            | 12+                 | 12+                 | 12+                 | 12+                 | 16+               | 16+               | 18+              | 18+              | 18+              | 18+              | N/A     | N/A |
| Румунія                    | Не оцінено     | Не оцінено     | Не оцінено     | Не оцінено     | Не оцінено     | Не оцінено     | Не оцінено     | Не оцінено    | Не оцінено    | Не оцінено    | Не оцінено    | 12                  | 12                  | 12                  | 15                  | 15                | 15                | 18               | 18               | 18               | 18               | N/A     | 12: Може виходити в ефір лише від 20:00 до 06:00 15: Може виходити в ефір лише від 22:00 до 05:00 18: Може виходити в ефір лише від 23:00 до 05:00 |
| Румунія                    | AP             |                |                |                |                |                |                |               |               |               |               | 12                  | 12                  | 12                  | 15                  | 15                | 15                | 18               | 18               | 18               | 18               | N/A     | 12: Може виходити в ефір лише від 20:00 до 06:00 15: Може виходити в ефір лише від 22:00 до 05:00 18: Може виходити в ефір лише від 23:00 до 05:00 |
| Сальвадор                  | A              | A              | A              | A              | A              | A              | A              | A             | A             | A             | A             | B                   | B                   | B                   | C                   | C                 | C                 | D                | D                | D                | E                | N/A     | E: Може виходити в ефір лише від 22:00 до 6:00 |
| Сінгапур                   | G              | G              | G              | G              | G              | G              | G              | G             | G             | G             | G             | G                   | PG13                | PG13                | PG13                | NC16              | NC16              | M18              | M18              | M18              | R21              | N/A     | PG13: Може виходити в ефір лише від 22:00 до 6:00 в безплатному ефірі M18: Може виходити в ефір лише від 22:00 до 6:00 |
| Сінгапур                   | PG             |                |                |                |                |                |                |               |               |               |               |                     | PG13                | PG13                | PG13                | NC16              | NC16              | M18              | M18              | M18              | R21              | N/A     | PG13: Може виходити в ефір лише від 22:00 до 6:00 в безплатному ефірі M18: Може виходити в ефір лише від 22:00 до 6:00 |
| Словаччина                 | Не оцінено     | Не оцінено     | Не оцінено     | Не оцінено     | Не оцінено     | Не оцінено     | 7              | 7             | 7             | 7             | 7             | 12                  | 12                  | 12                  | 15                  | 15                | 15                | 18               | 18               | 18               | 18               | N/A     | 15: Може виходити в ефір лише від 20:00 до 6:00 18: Може виходити в ефір лише від 22:00 до 6:00 |
| Словенія                   | VS             | VS             | VS             | VS             | VS             | VS             | VS             | VS            | VS            | VS            | VS            | 12                  | 12                  | 12                  | 15                  | 15                | 15                | 18               | 18               | 18               | 18               | N/A     | \|12: Може виходити в ефір лише від 20:00 до 5:00 15: Може виходити в ефір лише від 22:00 до 5:00 18: Може виходити в ефір лише від опівночі до 5:00 18+ і 18++: Не допускається в безплатному ефірі                                                                |
| Словенія                   | VS             | VS             | VS             | VS             | VS             | VS             | VS             | VS            | VS            | VS            | VS            | 12                  | 12                  | 12                  | 15                  | 15                | 15                | 18+              |                  |                  |                  | N/A     | \|12: Може виходити в ефір лише від 20:00 до 5:00 15: Може виходити в ефір лише від 22:00 до 5:00 18: Може виходити в ефір лише від опівночі до 5:00 18+ і 18++: Не допускається в безплатному ефірі                                                                |
| Словенія                   | VS             | VS             | VS             | VS             | VS             | VS             | VS             | VS            | VS            | VS            | VS            | 12                  | 12                  | 12                  | 15                  | 15                | 15                | 18++             |                  |                  |                  | N/A     | \|12: Може виходити в ефір лише від 20:00 до 5:00 15: Може виходити в ефір лише від 22:00 до 5:00 18: Може виходити в ефір лише від опівночі до 5:00 18+ і 18++: Не допускається в безплатному ефірі                                                                |
| США                        | TV-G (E/I)     | TV-G (E/I)     | TV-G (E/I)     | TV-G (E/I)     | TV-G (E/I)     | TV-G (E/I)     | TV-G (E/I)     | TV-G (E/I)    | TV-G (E/I)    | TV-G (E/I)    | TV-G (E/I)    | TV-G (E/I)          | TV-G (E/I)          | TV-14               | TV-14               | TV-14             | TV-MA             | TV-MA            | TV-MA            | TV-MA            | TV-MA            | N/A     | E/I: Може виходити в ефір лише від 06:00 до 22:00 |
| США                        | TV-PG          |                |                |                |                |                |                |               |               |               |               |                     |                     | TV-14               | TV-14               | TV-14             | TV-MA             | TV-MA            | TV-MA            | TV-MA            | TV-MA            | N/A     | E/I: Може виходити в ефір лише від 06:00 до 22:00 |
| США                        | TV-Y (E/I)     | TV-Y (E/I)     | TV-Y (E/I)     | TV-Y (E/I)     | TV-Y (E/I)     | TV-Y (E/I)     | TV-Y7 (E/I)    | TV-Y7 (E/I)   | TV-Y7 (E/I)   | TV-Y7 (E/I)   | TV-Y7 (E/I)   | TV-Y7 (E/I)         | TV-Y7 (E/I)         | TV-14               | TV-14               | TV-14             | TV-MA             | TV-MA            | TV-MA            | TV-MA            | TV-MA            | N/A     | E/I: Може виходити в ефір лише від 06:00 до 22:00 |
| Таїланд                    | Без обмежень   | Без обмежень   | Без обмежень   | Без обмежень   | Без обмежень   | Без обмежень   | Без обмежень   | Без обмежень  | Без обмежень  | Без обмежень  | Без обмежень  | Без обмежень        | PG 13               | PG 13               | PG 13               | PG 13             | PG 13             | PG 18            | PG 18            | Дорослі люди     | Дорослі люди     | N/A     | PG 13: Може виходити в ефір лише від 20:30 до 05:00 PG 18: Може виходити в ефір лише від 22:00 до 05:00 Дорослі люди: Може виходити в ефір лише від опівночі до 05:00                                                                                               |
| Таїланд                    | Дошкільне      | Дошкільне      | Дошкільне      | Дошкільне      | Дошкільне      | Діти           | Діти           | Діти          | Діти          | Діти          | Діти          | Діти                | PG 13               | PG 13               | PG 13               | PG 13             | PG 13             | PG 18            | PG 18            | Дорослі люди     | Дорослі люди     | N/A     | PG 13: Може виходити в ефір лише від 20:30 до 05:00 PG 18: Може виходити в ефір лише від 22:00 до 05:00 Дорослі люди: Може виходити в ефір лише від опівночі до 05:00                                                                                               |
| Країна                     | 0/1            | 2              | 3              | 4              | 5              | 6              | 7              | 8             | 9             | 10            | 11            | 12                  | 13                  | 14                  | 15                  | 16                | 17                | 18               | 19               | 20               | 21               | Інше    | Час показу |
| Тайвань                    | 0+             | 0+             | 0+             | 0+             | 0+             | 6+             | 6+             | 6+            | 6+            | 6+            | 6+            | 6+                  | 6+                  | 6+                  | 15+                 | 15+               | 15+               | 18+              | 18+              | 18+              | 18+              | N/A     | N/A |
| Тайвань                    | 0+             | 0+             | 0+             | 0+             | 0+             | 6+             | 6+             | 6+            | 6+            | 6+            | 6+            | 12+                 |                     |                     | 15+                 | 15+               | 15+               | 18+              | 18+              | 18+              | 18+              | N/A     | N/A |
| Туреччина                  | Genel İzleyici | Genel İzleyici | Genel İzleyici | Genel İzleyici | Genel İzleyici | Genel İzleyici | 7+             | 7+            | 7+            | 7+            | 7+            | 7+                  | 13+                 | 13+                 | 13+                 | 13+               | 13+               | 18+              | 18+              | 18+              | 18+              | Вільний | 13+: Може виходити в ефір лише від 21:30 до 05:00 18+: Може виходити в ефір лише від опівночі до 05:00 |
| Угорщина                   | Не оцінено     | Не оцінено     | Не оцінено     | Не оцінено     | Не оцінено     | 6              | 6              | 6             | 6             | 6             | 6             | 12                  | 12                  | 12                  | 12                  | 16                | 16                | 18               | 18               | 18               | 18               | N/A     | 16: Може виходити в ефір лише від 21:00 до 05:00 18: Може виходити в ефір лише від 22:00 до 05:00 |
| Угорщина                   | GY             |                |                |                |                | 6              | 6              | 6             | 6             | 6             | 6             | 12                  | 12                  | 12                  | 12                  | 16                | 16                | 18               | 18               | 18               | 18               | N/A     | 16: Може виходити в ефір лише від 21:00 до 05:00 18: Може виходити в ефір лише від 22:00 до 05:00 |
| Україна                    | Не оцінено     | Не оцінено     | Не оцінено     | Не оцінено     | Не оцінено     | Не оцінено     | Не оцінено     | Не оцінено    | Не оцінено    | Не оцінено    | Не оцінено    | 12+                 | 12+                 | 12+                 | 12+                 | 16+               | 16+               | 18+              | 18+              | 18+              | 18+              | N/A     | 18+: Може виходити в ефір лише від 22:00 до 06:00 |
| Філіппіни                  | G              | G              | G              | G              | G              | G              | G              | G             | G             | G             | G             | G                   | SPG                 | SPG                 | SPG                 | SPG               | SPG               | SPG              | SPG              | SPG              | SPG              | N/A     | N/A |
| Філіппіни                  | PG             |                |                |                |                |                |                |               |               |               |               |                     | SPG                 | SPG                 | SPG                 | SPG               | SPG               | SPG              | SPG              | SPG              | SPG              | N/A     | N/A |
| Фінляндія                  | S              | S              | S              | S              | S              | S              | K7             | K7            | K7            | K7            | K7            | K12                 | K12                 | K12                 | K12                 | K16               | K16               | K18              | K18              | K18              | K18              | N/A     | K7: Не можна транслювати до 7:00 K12: Не можна транслювати до 17:00 K16: Не можна транслювати до 21:00 K18: Може виходити в ефір лише від 23:00 до 7:00 |
| Франція                    | Не оцінено     | Не оцінено     | Не оцінено     | Не оцінено     | Не оцінено     | Не оцінено     | Не оцінено     | Не оцінено    | Не оцінено    | -10           | -10           | -12                 | -12                 | -12                 | -12                 | -16               | -16               | -18              | -18              | -18              | -18              | N/A     | -12: Може виходити в ефір лише від 22:00 до 5:00 -16: Може виходити в ефір лише від 22:30 до 5:00 -18: Може виходити в ефір лише від опівночі до 5:00 |
| Хорватія                   | Не оцінено     | Не оцінено     | Не оцінено     | Не оцінено     | Не оцінено     | Не оцінено     | Не оцінено     | Не оцінено    | Не оцінено    | Не оцінено    | Не оцінено    | 12                  | 12                  | 12                  | 15                  | 15                | 15                | 18               | 18               | 18               | 18               | N/A     | 15: Може виходити в ефір лише від 20:00 до 4:00 18: Може виходити в ефір лише від 23:00 до 04:00 |
| Чехія                      | Не оцінено     | Не оцінено     | Не оцінено     | Не оцінено     | Не оцінено     | Не оцінено     | Не оцінено     | Не оцінено    | Не оцінено    | Не оцінено    | Не оцінено    | Не оцінено          | Не оцінено          | Не оцінено          | Не оцінено          | Не оцінено        | Не оцінено        | *                | *                | *                | *                | N/A     | *: Може виходити в ефір лише від 22:00 до 6:00 |
| Чилі                       | F              | F              | F              | F              | F              | F              | F              | F             | F             | F             | F             | R                   | R                   | R                   | R                   | R                 | R                 | A                | A                | A                | A                | N/A     | A: Може виходити в ефір лише від 22:00 до 07:00 |
| Чилі                       | I              | I              | I              | I              | I              | I              | I7             | I7            | I7            | I10           | I10           | I12                 | I12                 | I12                 | I12                 | I12               | I12               | A                | A                | A                | A                | N/A     | A: Може виходити в ефір лише від 22:00 до 07:00 |
| Країна                     | 0/1            | 2              | 3              | 4              | 5              | 6              | 7              | 8             | 9             | 10            | 11            | 12                  | 13                  | 14                  | 15                  | 16                | 17                | 18               | 19               | 20               | 21               | Інше    | Час показу |

## Використання

### Австралія
Комерційні телевізійні мережі в Австралії зобов'язані дотримуватися Кодекс діяльності австралійського комерційного телебачення (Australian Commercial Television Code of Practice), регульований Australian Communications and Media Authority (ACMA), при цьому FreeTV Australia виступає посередником між мережами і ACMA, а також розглядає скарги глядачів.
Класифікації для кожної програми, що транслюється на телебаченні, в кожній мережі визначають підготовлені фахівці з класифікації.
Якщо глядачі вважають, що мережа порушила Кодекс діяльності (наприклад, надано хибну класифікацію), вони можуть поскаржитися до Free TV Australia, яка потім направить цю скаргу до мережі. Якщо глядачі незадоволені результатом, вони можуть надіслати скаргу до ACMA для розслідування.

#### Рейтинги, орієнтовані дітей
Ці часові проміжки далі регулює Кодекс діяльності австралійського комерційного телебачення, окрім і понад комерційним Кодексом діяльності (Code of Practice)[уточнити]. Обидві класифікації схожі на класифікації G та PG відповідно щодо допустимого контенту, але орієнтовані саме на дітей, тоді як G визначає програмний контент, який підходить для всіх аудиторій, але не обов'язково може бути цікавим дітям. До 2020 року комерційні безкоштовні станції були зобов'язані транслювати певну кількість годин контенту на рік. Ці квоти скасовано в жовтні 2020 року, внаслідок чого надалі мовники не зобов'язані транслювати програми, призначені саме для дітей.
| Символ                | Скорочення | Назва        | Опис |
| --------------------- | ---------- | ------------ | --- |
| C-рейтинг (оранжевый) | C          | Children     | Програми, які вважають такими, що призначені для освітніх потреб та інтересів дітей шкільного віку у віці 14 років і молодших. Контент із рейтингом C повинен транслюватися від 7 ранку до 8:30 ранку або від 4 вечора до 8:30 вечора у будні або від 7 ранку до 8:30 вечора у вихідні та у дні шкільних канікул. Кожна 30-хвилинна трансляція програми з рейтингом C не може містити більше 6 хвилин та 30 секунд відповідної реклами. Програми та реклама не повинні містити схвалення комерційних продуктів. |
| P-рейтинг (розовый)   | P          | Preschoolers | Програми, які вважають призначеними для освітніх потреб та інтересів дітей дошкільного віку, які ще не пішли до школи. Контент із рейтингом P має транслюватися від 7:00 до 16:30 від понеділка до п'ятниці. Програми з рейтингом P повинні транслюватися без реклами. Не можуть бути присуджені або надані ніякі призи, а програми та реклама не повинні містити схвалення комерційних продуктів. |

#### Стандартні рейтинги
Класифікації повинні бути еквівалентні класифікаціям Австралійської атестаційної комісії (ААК) з тією ж назвою. Зазвичай вони представлені в тій же формі, а іноді і в тому ж кольорі, що їх аналоги ААК.
Від грудня 2015 року ACMA запровадила радикальні зміни до системи рейтингів для комерційних мереж. Серед них був дозвіл програмам M і MA15+ виходити в ефір на годину раніше, ніж було дозволено раніше, від 7:30 вечора і 8:30 вечора відповідно, програми PG можуть виходити в ефір весь день, що скасувало класифікацію AV15+, а також зміни в тому, коли може транслюватися реклама з вищими класифікаціями.
Мережі все ще[коли?] звикають до цих змін, це буде поступова зміна, при цьому багато програм уже класифіковано та заплановано на станціях на тижні вперед, відповідно до старого коду. Seven Network, Nine Network та Network Ten продовжують цю тенденцію.
| Символ                    | Скорочення | Назва                                                      | Опис |
| ------------------------- | ---------- | ---------------------------------------------------------- | --- |
|                           | E          | Exempt                                                     | Звільнення від класифікації. Тільки дуже специфічні типи матеріалів можуть бути звільнені від класифікації, і матеріал не може містити нічого, що виходить за рамки обмежень класифікації PG. До них належать новини та поточні події, спортивні трансляції, освітні відео та деякі документальні фільми. Однак раніше розглядалося багато скарг щодо ПРЯМИХ трансляцій. |
| G-рейтинг (зеленый)       | G          | General                                                    | Загальні програми. Підходить для будь-якого віку, але не обов'язково призначена для дітей. Зміст ДУЖЕ М'ЯКИЙ за впливом. Може транслюватися в будь-який час доби. |
| PG-рейтинг (желтый)       | PG         | Parental Guidance Recommended                              | Для юних глядачів рекомендовано батьківський нагляд. Зміст М'ЯКИЙ за впливом; деякі елементи в цих програмах можуть вимагати батьківського нагляду для маленьких дітей. Контент PG може транслюватися в будь-який час доби. |
| M-рейтинг (синий)         | M          | Mature                                                     | Рекомендовано для перегляду особам віком 15 років і старших. Вміст ПОМІРНИЙ за впливом; ці програми можуть вимагати зрілої точки зору і вважаються не придатними для всіх дітей. M-контент може транслюватися тільки від 7:30 вечора до 6:00 ранку в будь-який день, а також від 12:00 дня до 3:00 дня в шкільні дні. |
| MA15±рейтинг (красный)    | MA15+      | Mature Accompanied                                         | Не придатний для осіб, молодших від 15 років. Контент СИЛЬНИЙ за впливом. Програми MA15+ можуть транслюватися тільки від 8:30 вечора до 6:00 ранку в будь-який день. Рекомендації споживачам обов'язкові. |
| AV15±рейтинг (фиолетовый) | AV15+      | Mature Accompanied (Adult Violence) Больше не используется | Не придатний для осіб, молодших від 15 років. Насильство чинить СИЛЬНИЙ вплив; ця класифікація була такою ж, як MA15+, за винятком того, що «AV» означає «Adult Violence». Цю категорію використовували спеціально для вкрай жорстоких програм. Класифікація AV допускала перевищення контенту MA15+ тільки на основі насильства, тоді як матеріал MA15+ міг містити «деяке насильство». Матеріал AV15+ міг містити консультативні попередження про «часте насильство» або «сильне насильство». Контент AV15+ може транслюватися тільки від 9:30 вечора до 5:00 ранку в будь-який день. Рекомендації споживачам є обов'язковими. Класифікацію AV15+ скасовано після 30 листопада 2015 року. Сильне насильство при ударі тепер включено до класифікації MA15+. |

Тільки для дорослих із оплатою за перегляд
| Символ | Скорочення | Назва           | Опис |
| ------ | ---------- | --------------- | --- |
|        | R18+       | Restricted R18+ | Не для осіб молодших від 18 років. Обмежено Adult «Pay Per View» VC 196 та 197. Доступ до цих програм заблокований персональним паролем. Контент може включати тривалі сцени інтенсивного насильства, сексуальні ситуації, грубу лексику та вживання сильних наркотиків.                                                       |
|        | X18+       | Restricted X18+ | Містить матеріал, порнографічний за своєю природою. Ніхто молодший за 18 років не може законно орендувати, купувати, володіти, виставляти, або переглядати ці фільми. Демонстрація або продаж цих фільмів особам молодшим від 18 років є кримінальним злочином, який тягне за собою максимальний штраф у розмірі 5500 доларів. |

Обмежені класифікації R18+ та X18+ не допускаються до безкоштовного мовлення в Австралії.
Багато фільмів R18+ на DVD/Blu-ray часто монтують на безкоштовних ТБ/кабельних мережах, щоб отримати класифікацію MA15+ або нижче. Деякі фільми, класифіковані R18+ на DVD, після того транслювалися на австралійському телебаченні з класифікацією MA15+.
Дві державні телевізійні мережі, ABC і SBS, не зв'язані такими правилами, як їхні комерційні аналоги, а натомість кожна їх має власний Кодекс діяльності. Керівні принципи, передбачені цими Кодексами, схожі, але не ідентичні Кодексам діяльності комерційних станцій. Наприклад, SBS посилається на рейтинг MAV15+ замість AV15+, тоді як ABC взагалі використовує рейтинг AV/MAV; натомість програми з рейтингом MA15+ не повинні починатися до 9:30 вечора, а не до 9:00 вечора. Хоча ABC визнає рейтинг G, її кодекс практики не вимагає відображати свій символ класифікації в ефірі в програмах із рейтингом G.
Мережі платного телебачення також мають іншу систему, порівняно з мережами безкоштовного мовлення. Загалом весь контент на платному телебаченні повинен мати один із зазначених вище рейтингів; однак зазвичай немає обмежень на добу, коли може транслюватися якась конкретна програма. Для платного телебачення рейтинг R18+ відсутній, але його використання строго обмежено спеціальними каналами. FOXTEL, компанія платного телебачення, має систему батьківського блокування, яку батьки можуть запрограмувати, щоб не дати дітям дивитися певні програми. 2009 року, внаслідок збою, система відкрила дітям доступ до жорстоких телешоу та фільмів. Відтоді обмеження на програми з рейтингом R18+ стали жорсткішими, і тепер ці програми можна показувати лише на двох дорослих каналах.

##### Поради споживачам
Споживчі консультації є обов'язковими для всіх програм MA15+ та одноразових програм. А також для дуже коротких серіалів, класифікованих як M або вище (таких як художні фільми, міні-серіали та документальні фільми). Комерційні мережі у будь-якому разі надають споживчі консультації для всіх програм PG і M. Станом на 8 лютого 2019 року Nine Network, Seven Network, Network 10 та SBS разом із регіональними мережами Prime7, GWN7, WIN Television, NBN Television більше не використовують повноекранні та закадрові табло перед початком програми. Натомість вони використовують невелике текстове поле в правому нижньому куті (Nine) і лівому верхньому куті (SBS, WIN, GWN7, Prime7, Seven та 10), тоді як ABC та Foxtel продовжують використовувати повноекранні та озвучені табло перед початком програми.
Поради споживачам являють собою повноекранне письмове та усне оголошення на початку програми щодо класифікації, а також типу і силу та/або частоти будь-якого класифікованого елемента. Крім того, коли програма несе поради споживачам, разом із символом класифікації після кожної паузи відображаються відповідні абревіатури. Вони також з'являються у текстах програм, зазвичай у нижньому регістрі, щоб відрізняти їх від основних класифікацій. Загалом ці абревіатури такі:
- A - для програм із дорослими темами[en] або медичниими процедурами;
- V – для програм, що зображують насильство;
- L - для програм із ненормативною лексикою;
- S – для програм, що демонструють симульовані сексуальні сцени та/або відсилання;
- H - для програм, що містять жахи або надприродні теми;
- D – для програм, що містять згадки про наркотики та/або їх використання;
- N – для програм, що містять оголеність.

Для сцен насильства, грубої мови та сексуальних сцен перед порадами для споживачів зазначають інтенсивність та/або частоту словами «mild», «stylised», «some», «frequent» або «strong». Приклад: strong sex scenes.

### Аргентина
В Аргентині система рейтингів змісту ідентична тій, яку використовує місцеве кінобюро.
- Apto para todo público (ATP) (Для всіх глядачів) — програми не містять проблемних моментів;
- Apto para mayores de 13 años (SAM 13) (Для віку від 13 років і старших) — програми можуть містити легку оголеність та помірну лексику, легке насильство та/або сексуальні відсилання;
- Apto para mayores de 16 años (SAM 16) (Для віку від 16 років і старших) — програми можуть містити більш виражене насильство та грубу лексику, часткову оголеність та/або помірні сексуальні відсилання;
- Apto para mayores de 18 años (SAM 18) (Для віку від 18 років і старших) — програми містять сцени насильства, дуже грубу лексику та відверті сексуальні відсилання.

Від вересня 2010 року мовники зобов'язані показувати таблички Comienza el horario apto para todo público (Початок програм, придатних для будь-якого віку) і Finaliza el horario apto para todo público (Закінчення програм, придатних для будь-якого віку) о 6:00 або 7:00 та о 22:00 або 22:30 відповідно. Крім того, перед випуском новин показують табличку Atención: Contenido no apto para niños, niñas y adolescentes (Попередження: контент не підходить для дітей та підлітків).

### Болгарія
У Болгарії всі телеканали показують рейтинг під час трансляції.
Контент для всіх глядачів не має рейтингу.
Зважаючи на це, рейтингова система виглядає так:
- 12 — контент для глядачів віком від 12 років;
- 14 — контент для глядачів віком від 14 років;
- 16 — контент для глядачів віком від 16 років;
- 18 — контент для глядачів віком від 18 років (не допускається до 23:00).

### Бразилія
Систему рейтингу телевізійного контенту у Бразилії запроваджено після консультацій 2006 року. Відтоді телевізійні мережі самі оцінюють програми, а консультативний рейтинг (порт. Classificação Indicativa) оцінює зміст, щоб гарантувати, що рейтинг відповідає цій конкретній програмі. У мережах мовлення, де ця система є обов'язковою, рейтинги також перекладаються бразильською мовою жестів і можуть також містити дескриптори контенту. Значки мають відображатися на початку кожного блоку програми та відповідних рекламних роликів.
Весь рейтинг має рекомендаційний характер на відміну від фільмів. Бразильська система рейтингу контенту використовує вікову класифікацію (за винятком програм із рейтингом L) та включає таке:
- Livre para todos os – підходить для будь-якої аудиторії
- Não recomendado para menores de 10 anos – підходить для глядачів віком від 10 років.
- Não recomendado para menores de 12 anos – підходить для глядачів віком від 12 років.
- Não recomendado para menores de 14 anos – підходить для глядачів віком від 14 років.
- Não recomendado para menores de 16 anos – підходить для глядачів віком від 16 років.
- Não recomendado para menores de 18 anos – підходить для глядачів віком від 18 років.

### Вірменія
Система рейтингу телевізійного контенту у Вірменії введено в червні 2006 року (вперше випробувано в Єревані в січні 2006 року). Перед виходом програми в ефір закадровий голос має попереджати, що вона може бути прийнятною не для всіх глядачів. За рейтингів «M» і «AO» має бути повідомлення, що триває не менше 5 секунд, яке свідчить: «Наступна програма може не підходити для осіб молодших від 16/17 років». Якщо виходить в ефір аніме з жанром сьонен або седьо при рейтингах «Y7», «T», «M», «AO» та «A», має бути повідомлення, що триває не менше 5 секунд, такого змісту: «Наступна програма не підходить для чоловічої / жіночої аудиторії». Під повідомленням мають бути символи, що позначають чоловічу чи жіночу стать: для сьонен — символ Марса, для седьо — символ Венери. Вірменські рейтинги мають відображатися до початку програми та після виходу з рекламного блоку. Вони виглядають так:
GA — підходить для широкої аудиторії. Можна передавати будь-коли.
Y — підходить для дітей від 0 до 7 років. Можна передавати лише через 20 хвилин після дитячої зони, еквівалент TV-Y у США.
EC — підходить для дітей віком від 2 років і старших (до цього віку рекомендовано батьківський контроль). Можна передавати будь-коли.
E — підходить для дітей віком від 5 років і старших (до цього віку рекомендовано батьківський контроль). Можна передавати в будь-який час. Еквівалент сальвадорського «E», яке, щоправда, охоплює контент для дорослих віком від 21 року і транслюється з 22:00 до 6:00.
Y7 — підходить для дітей від 7 до 16 років (до цього віку рекомендовано батьківський контроль). Еквівалент американського TV-Y7 (без приписки TV та дефісу). Можна передавати будь-коли.
E9/TW — підходить для дітей віком від 9 років і старше (до цього віку рекомендовано батьківський контроль). Можна передавати будь-коли.
T — підходить для підлітків від 12 років і старше (до цього віку рекомендовано батьківський контроль). Можна передавати будь-коли.
M — підходить для підлітків від 16 років і старших (до цього віку потрібен батьківський контроль). Можна передавати будь-коли.
AO — підходить для підлітків від 17 років і старших (до цього віку потрібен батьківський контроль). Можна передавати будь-коли.
A — підходить тільки для дорослих від 18 років і старших, не призначено для дітей та підлітків. Можна передавати від 8:00 до 14:00 у вихідні та від опівночі до 6:00 щодня в безкоштовному ефірі за винятком преміальних каналів (від 9:00 до 15:00 в будні та від 22:00 до 6:00 для телеканалу «Вірменія ТБ»).
Рейтинги розміщують у нижньому лівому або нижньому правому куті екрана.
Контент, класифікований як A, виходить в ефір тільки на преміальних каналах у будь-який час.
Рейтинг не відображається під час новинних програм, програм здоров'я, а також під час ефіру цілодобових новинних та рекламних каналів.
Під рейтингом вищим, ніж T, мають відображатися дескриптори. Можна використати до 5 з таких дескрипторів:
- у білому квадраті зображено ніж — програма містить сцени насильства;
- у білому квадраті поєднано символи Марса та Венери — програма містить сексуальний контент;
- у білому квадраті зображено листок марихуани та пляшку — програма містить вживання наркотиків чи алкоголю;
- у світло-сірому квадраті зображено дві чорні фігури, а між ними — білу — програма містить дискримінацію;
- у чорному квадраті зображено знак решітки, амперсанд і знак оклику — програма містить недоречну або ненормативну лексику;
- у білому квадраті зображено фігуру привиду — програма містить страшний контент;
- у помаранчевому прямокутнику зображено мотоцикл — програма містить екстремальний чи небезпечний контент.
На платному телебаченні, де фільтрація контенту недоступна; програми, класифіковані як A, можуть транслюватися тільки від 19:00 до 7:00 наступного дня та від 8:00 до 20:00 у шкільні дні. Якщо фільтрація контенту доступна, програми з класом A можуть транслюватися в будь-який час. Відверті секс-програми для дорослих та програми з жорстокими сценами насильства, класифіковані як A, можуть транслюватися лише на преміальних каналах.
Розвивальні програми для дітей та мультфільми лише власного виробництва йдуть до 17:00.
Всі вірменські мовники зобов'язані показувати табличку «Час початку відповідного для всіх вікових категорій розкладу» і «Час закінчення відповідного для всіх вікових категорій розкладу» о 5:00 ранку або 6:00 ранку і о 23:00 або о 23:30 відповідно (о 21:00 або о 21:30 для телеканалу «Вірменія ТБ»).
Кожен мовник має надавати заяву про відмову від відповідальності з реченням «Наступна програма може не підходити для осіб, молодших від 16/17 років» або «Демонстрована далі програма призначена тільки для дорослих» перед передачею, якщо програма містить потенційно образливий, екстремальний чи небезпечний, страшний і сексуальний контент, сцени насилля, вживання наркотиків або алкоголю, дискримінацію та лихослів'я.

### Гана
У Гані телесеріали та окремі телепрограми класифікує Комітет із класифікації фільмів:
U — універсальний для всіх категорій осіб.
PG — глядачі молодші від 12 років повинні дивитися під батьківським контролем.
12+ — для осіб віком від 12 років (зазвичай підходить для дітей віком до 12 років).
15+ — для осіб віком від 15 років (розраховано на підліткову аудиторію).
18+ — тільки для осіб віком від 18 років (спеціально для дорослих).
NS — не підходить для публічного показу.

### Гонконг
Система рейтингів гонконгського телебачення ґрунтується на стандарті загального кодексу телевізійних програм Постанови про мовлення (Глава 562) від 11 грудня 1995 року. Рейтинги такі:
- Якщо рейтинг не відображається, програма призначена для широкої аудиторії.
- PG (рекомендовано батьківський контроль) — програми не підходять для дітей. Такі програми не повинні транслюватися від 16:00 до 20:30 щодня, оскільки цей поділ, розроблений для сімейного перегляду, є еквівалентом PG в MPAA.
- M (для дорослих) — програми рекомендовано для дорослих глядачів віком від 18 років, їх показ дозволено лише від 23:00 до 6:00.

### Греція
Нову систему рейтингу контенту в Греції запроваджено 30 вересня 2019 року. Система тепер пов'язана з віком глядачів і має нові позначки (які замінили символи ромба, кола, трикутника, квадрата та хреста), проте, на відміну від попередньою системою, рейтинги, які супроводжуються дорослими, відсутні. Рейтинги є обов'язковими та відображаються та оголошуються в усній формі на початку кожної трансляції. Ці положення забезпечує Грецька національна рада з питань радіо та телебачення (ESR).
- — підходить для будь-якого віку;
- — підходить для дітей віком від 8 років (дозволено лише за 30 хвилин після дитячої зони);
- — підходить для дітей віком від 12 років (дозволено лише від 21:30 до 6:00 або від 22:00 до 6:00 у п'ятницю, суботу та під час шкільних канікул);
- — підходить для осіб віком від 16 років (дозволено лише від 23:00 до 6:00);
- — підходить для осіб віком від 18 років (дозволено лише від 1:00 до 6:00).

Крім того, програми, які підходять для дітей віком від 12 років і більше, супроводжуються спеціальним словесним маркером, що ідентифікує їх зміст, який поділено на наступні чотири категорії:
- ΒΙΑ (НАСИЛЬСТВО): у програмі присутні сцени насильства;
- ΣΕΞ (СЕКС): програма містить сексуальні сцени;
- ΧΡΗΣΗ ΟΥΣΙΩΝ (ВИКОРИСТАННЯ РЕЧОВИН): програма містить сцени вживання наркотиків та інших речовин, що викликають звикання;
- ΑΚΑΤΑΛΛΗΛΗ ΦΡΑΣΕΟΛΟΓΙΑ (НЕДОРЕЧНА ФРАЗЕОЛОГІЯ): програма містить неприпустиму мову.

### Данія
Починаючи від 1 вересня 2020 року, Медіарада у справах дітей та молоді (Medierådet for Børn og Unge) класифікує всі програми та фільми для телевізійного мовлення та відео на запит, використовуючи систему рейтингів, яка застосовується для театральних фільмів та домашніх медіарелізів. На телебаченні про вікове обмеження має бути повідомлено усно перед початком або продовженням програми. Протягом усього часу трансляції або щонайменше перших п'яти хвилин повинен чітко відображатися рейтинг, який має також бути доступний у списку програм. Фільми та серіали на сервісах VOD повинні мати вікові рейтинги та пояснення щодо вмісту, який спричинив присвоєння рейтингу. Розташування рейтингу залежить від конкретного провайдера, але його має бути видно споживачеві перед вибором фільму чи програми.
Цю систему телевізійної класифікації застосовують лише до вітчизняних телеканалів та сервісів VOD, таких як DR, TV 2, TV3, Kanal 4 та Viaplay. Вона не поширюється на закордонні телеканали та VOD-сервіси, зокрема на міжнародні потокові сервіси, такі як Netflix, Max та Disney+.
Вимоги поширюються на всі програми, крім новин та поточних подій, музики, спорту, прямих трансляцій, навчальних та розважальних програм, програм некомерційного політичного чи релігійного характеру, передмов до програм, а також навчальних та дослідницьких програм.
Рейтинги:
A — підходить для широкої аудиторії.
7 — не рекомендовано для дітей віком до 7 років.
11 — для дітей віком від 11 років.
15 — для віку від 15 років.

### Ізраїль
- G — широка аудиторія. Подивитися програму може будь-хто, незалежно від віку;
- 8+ — підходить для дітей віком від 8 років;
- 12+ — підходить для дітей віком від 12 років;
- 15+ — підходить для підлітків від 15 років;
- 18+ — підходить для дорослих віком від 18 років, допускається лише від 23:00 до 6:00;
- E — не підлягає класифікації. Цей рейтинг зазвичай застосовують до прямих трансляцій.

### Індонезія
Комісія з мовлення Індонезії (KPI) регулює зміст телевізійного контенту, класифікуючи телевізійні програми за кількома категоріями:
- SU — Semua Umur (будь-який вік) — для широкої аудиторії віком від 2 років;
- P — Prasekolah (дошкільник) — для дітей дошкільного віку від 2 до 6 років;
- A — Anak (дитина) — для дітей від 7 до 12 років;
- R — Remaja (підліток) — для підлітків від 13 до 17 років.
- BO — Bimbingan Orangtua (бальківський контроль) — підходить для дітей або підлітків з батьківським контролем, але ця класифікація не є самостійною і супроводжується рейтингами P, A та R:
  - P-BO — для дітей дошкільного віку від 2 до 6 років із батьківським контролем;
  - A-BO — для дітей віком від 7 до 12 років з батьківським контролем;
  - R-BO — для підлітків від 13 до 17 років із батьківським контролем.
- D — Dewasa (дорослий) — для дорослих глядачів віком від 18 років. Програми з таким рейтингом виходять в ефір від 22:00 до 3:00.

### Італія
В Італії немає єдиної класифікації телевізійного контенту. Система класифікації змінюється залежно від станції та не має обов'язкової юридичної сили. Першою групою, яка запровадила систему рейтингу телебачення, була Mediaset 1994 року, спочатку лише на Canale 5. Italia 1 та Rete 4 прийняли систему рейтингу 1997 року, а тематичні канали прийняли її 2009 року. Приклад Mediaset щодо колірних позначок наслідували й інші мовники. Рейтинги, прийняті Mediaset, такі:
- Зелена мітка — допускається будь-який вік;
- Жовта мітка — рекомендовано батьківський контроль;
- Червона мітка — тільки для дорослих.

Програми з червоною міткою можуть бути заблоковані батьківським контролем.
У жовтні 2000 року RAI запровадило рейтингування телепрограм: її логотип блимає червоним, вказуючи на програми, що підходять лише для дорослих. Від кінця 2007 року логотип мережі набуває кольору відповідно до рейтингу: червоний, якщо програма підходить тільки для дорослих, і жовтий, якщо для перегляду програм дітьми пропонується батьківський контроль. Від 18 травня 2010 року рейтинг представлено кольоровою смужкою (червоною чи жовтою) під логотипом мережі.
Натомість Sky Italia використовує таку класифікацію:
- T — допускається будь-який вік;
- BA — рекомендовано батьківський контроль;
- VM12 — не рекомендовано для глядачів віком до 12 років;
- VM14 — не рекомендовано для глядачів віком 14 років;
- VM18 — не рекомендовано для глядачів віком 18 років.

Програми можуть бути заблоковані батьківським контролем.

### Кіпр
На Кіпрі телевізійні мережі показують попередження перед трансляцією, яка не призначена для широкої аудиторії. У чинній системі є чотири рейтингові категорії:
- K — підходить для всіх глядачів;
- 12 — підходить для дітей від 12 років;
- 15 — підходить для підлітків від 15 років;
- 18 — підходить для дорослих від 18 років (допускається тільки від 1:00 до 6:00).

### Литва
У Литві всі телеканали під час трансляції показують рейтинг.
Трансляції для всіх глядачів не мають рейтингу.
Зважаючи на, рейтингова система виглядає так:
- N-7 — підходить для дітей від 7 років;
- N-14 — підходить для підлітків від 14 років;
- S — підходить для дорослих віком від 18 років.

### Малайзія
У Малайзії систему телевізійних рейтингів переглянуто в січні 2012 року. Рейтинги відображаються перед початком програми. Класифікації такі:
- U (малай. umum) — без вікових обмежень. Можна транслювати в будь-який час;
- P13 — глядачам, молодшим від 13 років, під час перегляду потрібен нагляд батьків / опікунів. Можна транслювати в будь-який час, але деякі елементи лише вночі;
- 18 — для глядачів віком від 18 років. Не можна транслювати до 22:00.

Від лютого 2023 року рейтинги переглянуто ще раз. Рейтинг P13 доповнено трьома новими рейтингами — P12, 13 та 16. Система телевізійних рейтингів виглядає так:
- U — без вікових обмежень. Можна транслювати в будь-який час;
- P12* — глядачам молодшим від 12 років під час перегляду потрібен нагляд батьків / опікунів. Можна транслювати в будь-який час;
- 13* — для глядачів віком від 13 років. Можна транслювати в будь-який час;
- 16* — для глядачів віком від 16 років. Можна транслювати в будь-який час;
- 18 — для глядачів від 18 років. Не можна транслювати до 22:00.

* P12, 13, і 16 можуть виходити в ефір у будь-який час, але деякі елементи — тільки вночі.

### Марокко
Система класифікації телевізійних програм у Марокко, встановлена HACA, включає 4 категорії. Перед виходом програми в ефір закадровий голос має попереджати, що вона може підходити не для всіх глядачів.
| Категорія | Символ        | Ім'я                                         | Обмеження трансляції                                                                                                |
| --------- | ------------- | -------------------------------------------- | --- |
| 1         | Немає символу | Усі глядачі                                  | Без обмежень |
| 2         |               | Не рекомендовано для дітей віком до 10 років | Заборонено трансляцію від 12:00 до 14:00 та від 17:00 до 19:00 з понеділка по п'ятницю, до 14:00 у суботу та неділю |
| 3         |               | Не рекомендовано для дітей віком до 12 років | Заборонено трансляцію від 12:00 до 14:00 та від 17:00 до 19:00 з понеділка по п'ятницю, до 14:00 у суботу та неділю |
| 4         |               | Не рекомендовано для дітей віком до 16 років | Немає трансляцій щодня до 22:30                                                                                     |

### Мексика
Система класифікації телевізійних програм у Мексиці майже еквівалентна системі рейтингування фільмів у країні:
- AA — підходить для будь-якого віку, переважно для дітей (може транслюватися в будь-який час);
- A — підходить для будь-якого віку. Допускається деяка легка ненормативна лексика, натяки на секс, легке насильство або грубий гумор;
- B — призначений для дітей віком від 12 років, може містити деякі сексуальні ситуації, легке насильство та нецензурну лексику (може транслюватись лише від 16:00 до 5:59);
- B-15 — призначений для дітей віком від 15 років, контент трохи інтенсивніший, ніж рейтинги «A» та «B» (може транслюватися лише від 19:00 до 5:59);
- C — призначений для перегляду дорослими віком від 18 років, як правило, містить більш інтенсивний контент (може транслюватися лише від 21:00 до 5:59);
- D — призначений для перегляду лише дорослими віком від 18 років, містить екстремальні матеріали (може транслюватись лише від півночі до 5:00).

### Молдова
У Республіці Молдова рейтингова система ідентична використовуваній у Румунії, а саме:
- Без рейтингу — програми доступні для перегляду в будь-якому віці.
- AP — програми, рекомендовані для дітей під наглядом батьків.
- 12 або 12+ — програми, не рекомендовані для дітей віком до 12 років. Можуть виходити в ефір лише від 20:00 до 6:00.
- 15 або 15+ — програми, не рекомендовані для дітей та підлітків віком до 15 років. Можуть виходити в ефір лише від 22:00 до 5:00.
- 18 або 18+ — програми, рекомендовані для дорослих глядачів (від 18 років). Можуть виходити в ефір лише від 23:00 до 5:00.

### Нідерланди
Систему телевізійних рейтингів у Нідерландах, відому як Kijkwijzer, створено 2001 року в Нідерландському інституті класифікації аудіовізуальних медіа (NICAM). Для телевізійних програм, і для фільмів використовують одну рейтингову систему (програми з класифікацією 12, 14 і 16 років можуть транслюватися тільки від 20:00, а з класифікацією 18 років — від опівночі. Кінотеатри та театри країни не можуть показувати фільми з класифікацією 16 років особам віком до 16 років).
Діють такі вікові обмеження:
- — будь-який вік (Alle leeftijden);
- — будьте обережні з дітьми віком до 6 років (Let op met kinderen tot 6 jaar);
- — будьте обережні з дітьми віком до 9 років (Let op met kinderen tot 9 jaar);
- — будьте обережні з дітьми віком до 12 років (Let op met kinderen tot 12 jaar);
- — будьте обережні з дітьми віком до 14 років (Let op met kinderen tot 14 jaar);
- — будьте обережні з дітьми віком до 16 років (Let op met kinderen tot 16 jaar);
- — Будьте обережні з дітьми віком до 18 років (Let op met kinderen tot 18 jaar).

Також використовують шість значків-дескрипторів:
- насильство (Geweld);
- страх (Angst);
- сексуальний контент (Seks);
- дискримінація (Discriminatie);
- зловживання наркотиками та/або алкоголем (Drugs-en/of alcoholmisbruik);
- лихослів'я (Grof taalgebruik).

### Німеччина
У Німеччині кожен мовник, перед програмою, яка містить потенційно образливий контент, має надавати заяву про відмову від відповідальності з реченням «Die nachfolgende Sendung ist für Zuschauer unter 16/18 Jahren nicht geeignet». (Наступна програма не підходить для глядачів молодших 16/18 років). Багато шоу на приватному телебаченні перевіряє Freiwillige Selbstkontrolle Fernsehen (FSF).
0 — для будь-якого віку, можна транслювати в будь-який час.
6 — для віку від 6 років, можна транслювати в будь-який час.
12 — для віку від 12 років, поділяється на контент, який можна транслювати в будь-який час, і контент, який можна транслювати тільки від 20:00 до 6:00.
16 — для віку від 16 років, можна транслювати тільки від 22:00 до 06:00.
18 — для віку від 18 років, можна транслювати тільки від 23:00 до 06:00.
X — не можна транслювати.

### Нова Зеландія
1 травня 2020 року Нова Зеландія перетворила свою систему рейтингу телевізійного контенту на загальну систему для безкоштовного ефірного телебачення, платного телебачення та послуг на запит:
- G: дозволено для загального перегляду;
- PG: рекомендовано батьківський контроль для юних глядачів;
- M: підходить для зрілої аудиторії віком від 16 років;
- 16: людям віком до 16 років перегляд заборонено;
- 18: Людям віком до 18 років перегляд заборонено.

На безкоштовному телебаченні програми з класифікацією M можуть транслюватися від 9:00 до 15:00 лише в навчальні дні, встановлені Міністерством освіти, а також від 19:30 до 5:00 ранку наступного дня. Програми класу 16 можуть транслюватися тільки після 20:30, а програми класу 18 — після 21:30.
На платному телебаченні, де фільтрація контенту недоступна, програми, класифіковані як 18, можуть транслюватися тільки від 20:00 до 6:00 наступного дня та від 9:00 до 15:00 у шкільні дні. Якщо доступна фільтрація контенту, програми класу 18 можуть транслюватися в будь-який час. Відверті секс-програми для дорослих, класифіковані як 18, можуть транслювати лише преміальні канали.
Для програм з рейтингом PG або вищим можуть бути додані такі коди дескрипторів:
- C: образливий контент;
- L: непристойна мова;
- V: насильство;
- S: сексуальний контент.

### Норвегія
У Норвегії телевізійні компанії зобов'язані класифікувати свої програми за такими віковими категоріями: A (будь-який вік), 6 років, 9 років, 12 років, 15 років або 18 років. Класифікація має ґрунтуватися на рекомендаціях Норвезького управління ЗМІ. Програми у різних вікових категоріях мають транслюватися за таким розкладом:
A, 6, 9 — дозволено в будь-який час;
12 — дозволено лише від 19:00 до 05:30;
15, 18 — дозволено лише з 21:00 до 05:30
Телевізійні мовники повинні вказувати вікове обмеження акустично до початку програми або чітко позначати вікове обмеження протягом усієї програми. Також вони мають зазначати вікове обмеження в розкладі програм та електронних програмних гідах. Контент, визнаний шкідливим для неповнолітніх, до показу заборонено.

### Перу
Систему вікового рейтингу в Перу, введена 2005 року тодішнім президентом Алехандро Толедо, набула чинності як для радіо, так і для телевізійних передач. Наразі з безкоштовних каналів тільки ATV, NexTV та La Tele інформують свою аудиторію про рейтингову систему, оскільки більшість каналів прийняли від 2009 року власні системи (починаючи з América Televisión). Рейтинги телевізійних програм доступні на деяких перуанських каналах. Система рейтингу, використовувана в Перу, така:
| Позначка | Використовувані символи | Іспанський опис                     | Переклад                                                          |
| -------- | ----------------------- | ----------------------------------- | ----------------------------------------------------------------- |
|          | Apt                     | Apto para todo público              | Підходить для будь-якої аудиторії                                 |
|          | 14                      | Apto para mayores de catorce años   | Підходить для людей віком від 14 років                            |
|          | 18                      | Apto para mayores de dieciocho años | Підходить для людей віком від 18 років (не допускається до 23:00) |

### Польща
До 2000 року в Польщі не існувало єдиної системи класифікації телевізійних програм. Однак деякі станції застосовували власну систему знаків: на TVP перед деякими фільмами показували напис «Тільки для дорослих» або «Фільм лише для дорослої аудиторії». На Canal+ перед фільмом показували діаграму із ключем Canal+ відповідного кольору (зелений, жовтий, червоний). До 27 лютого 2000 року TVN позначав так звані «фільми для дорослих» пульсуючим червоним логотипом 18+. 1 березня 2000 року досягнуто згоди з польськими телевізійними мовниками як «дружніми ЗМІ» з метою запровадження єдиної системи класифікації телевізійних програм. Дев'ять телевізійних мовників — TVP, Polsat, TVN, Nasza TV, Canal+, Wizja TV, Polska Telewizja Kablowa та TV Niepokalanow — підписали угоду.
Чинна система рейтингу польського телебачення, запроваджена 15 серпня 2005 року, складається з п'яти значків. Піктограми мають транслюватися протягом усієї програми. 28 серпня 2011 року змінено вигляд позначок:
| Позначка | Назва                         | Обмеження трансляції                | Можливий зміст |
| -------- | ----------------------------- | ----------------------------------- | --- |
|          | Без вікового обмеження        | Без обмежень трансляції             | Позитивний або нейтральний погляд на світ, мало або зовсім немає насилля, несексуальна любов і відсутність сексуального вмісту. |
|          | Для глядачів від 7 років      | Без обмежень трансляції             | Як і вище, але може додатково містити деякі м'які вислови, безкровне насилля і негативніший погляд на світ. |
|          | Для глядачів від 12 років     | Без обмежень трансляції             | Може містити нецензурну лексику, насилля та сексуальний контент. |
|          | Для глядачів від 16 років     | Трансляція тільки від 20:00 до 6:00 | Девіантна соціальна поведінка, світ, наповнений насильством і сексуальністю, спрощена картина дорослого життя, демонстрація фізичної сили, особливо в спірному соціальному контексті (проти батьків, учителів і т. д.), аморальна поведінка без етичної дилеми, покладання провини на жертву, надмірна концентрація на матеріальних благах. |
|          | Дозволено тільки від 18 років | Трансляція тільки від 23:00 до 6:00 | Однобокий показ радостей дорослого життя без демонстрування обов'язків (наприклад, роботи), соціальне виправдання насильницької поведінки, надмірна вульгарність, використання расових та соціальних стереотипів, відвертий сексуальний зміст, вихваляння агресії чи вульгарності. Доступ до цих програм може бути заблоковано персональним паролем. Від травня 2022 року цю категорію розділено на чотири підкатегорії: P — Przemoc (насильство), N — Narkotyki (наркотики), S — Seks (секс) та W — Wulgaryzm (вульгарність). |

### Португалія
Довгий час на португальському телебаченні діяло єдине правило: програми з потенційно шокувальним або шкідливим змістом могли транслюватися лише від 22:30 до 06:00 із червоним маркером у вигляді круга у правому верхньому кутку екрану, що вказував, що це програма для глядачів віком від 16 років.
2006 року всі канали безкоштовного мовлення вирішили доповнити це правило спільною детальнішою системою рейтингу телешоу:
- Todos — підходить для всіх;
- 10, Acompanhamento Parental — для глядачів віком від 10 років; для дітей віком до 10 років потрібен супровід батьків;
- 12, Acompanhamento Parental — для глядачів віком від 12 років; для дітей віком до 12 років потрібен супровід батьків;
- 16 — для глядачів віком від 16 років; не підходить для дітей.

Ці логотипи слід показувати протягом 10 секунд на початку програми та після кожної перерви. Якщо програмі надано рейтинг 16, її можна транслювати лише від 22:30 до 06:00.

### Росія

Російська рейтингова система

Система рейтингу програм і фільмів, що показуються на російському телебаченні:
- 0+ — підходить для будь-якого віку;
- 6+ — може не підходити для маленьких дітей;
- 12+ — призначено для глядачів віком від 12 років;
- 16+ — призначено для глядачів віком від 16 років; до цього віку рекомендовано батьківський контроль;
- 18+ — може не підходити для дітей, тільки для дорослих, до цього віку може бути потрібний батьківський контроль (за винятком програм/фільмів, що містять сексуальний контент).

Ці позначки відображаються на початку програми та після кожної перерви.

### Румунія
Румунська система оцінки контенту часто змінювалася. Рейтинги трансльованих програм часто викликали юридичне втручання, оскільки органи радіо та телебачення мають суворіші правила щодо категорій вікових рейтингів для програм. Якщо програму не позначено символом рейтингу, обраним телевізійним органом, ефірному каналу доводиться платити штраф румунській владі, за винятком цілодобових каналів новин, цілодобових рекламних каналів (телемагазини), платного телебачення або каналів з оплатою за перегляд (наприклад, Eurosport, HBO тощо) і закордонних телеканалів (наприклад, TV5Monde, Deutsche Welle, Arte тощо), які підпадають під дію аудіовізуальних правил країни їхнього походження.
Перші рейтингові символи, прийняті 2 травня 2000 року, виглядали так:
- Без рейтингу — програми доступні для перегляду в будь-якому віці;
- ● — програми, рекомендовані для перегляду під наглядом батьків;
- ▲ — програми, не рекомендовані для дітей та підлітків віком до 12 років;
- ■ — програми, рекомендовані для дорослих глядачів (від 18 років), можуть містити відверте насильство та відвертий сексуальний контент. Можна транслювати лише від 23:00 до 5:00.

Деякі телевізійні канали (наприклад, Antena 1 або Prima TV) використовували подібні позначки, але у вигляді зеленого кільця, помаранчевого трикутника або червоного квадрата з прозорим тлом.
2002 року розроблено нову рейтингову систему. Рейтинг програм та відображення рейтингових символів стали обов'язковими для кожної румунської телевізійної мережі. Нова система викликала проблеми в цих мережах, оскільки канали мали відображати символи рейтингу протягом усієї тривалості програм. Символи відволікали глядачів, і телеканали побоювалися, що їхня постійна присутність може пошкодити екран телевізора. Через скарги керівництво телебачення дозволило каналам вибирати, чи показувати символи рейтингу ліворуч чи праворуч на екрані. Пізніше каналам також дозволили збільшувати прозорість символів.
Чинні символи рейтингу прийнято у вересні 2002 року. 12 липня 2005 року символи стали прозорими. У цій системі рейтингові позначення такі:
- Без рейтингу — програми можуть дивитися особи будь-якого віку (переважно новинні телепрограми, цілодобові канали новин, репортажі та документальні фільми, за деякими винятками. Більшість образливого і делікатного змісту під час випусків новин цензурують, винятки роблять для трансляцій у прямому ефірі, які санкціює CNA[ro]);
- AP — програми, рекомендовані для дітей під наглядом батьків Для цього рейтингу використовують біле кільце з прозорим кругом, у якому написано AP. До 2005 року символ поміщали в червоний круг;
- 12 — програми, не рекомендовані для дітей, молодших від 12 років. Можуть виходити в ефір тільки від 20:00 до 6:00. Для цього рейтингу використовують біле кільце з прозорим колом, усередині якого написано число 12. До 2005 року символ поміщали в червоний круг;
- 15 — програми, не рекомендовані для дітей та підлітків віком до 15 років, Можуть виходити в ефір тільки від 22:00 до 5:00. Для цього рейтингу використовують біле кільце з прозорим тлом, усередині якого написано число 15. (До 2005 г. символ уміщували в червоний круг, а класифікація була 16. 3 квітня 2006 року рейтинг 16 замінено на 15, протягом короткого часу його використовували з білим кільцем та прозорим кругом);
- 18 — програми, рекомендовані для дорослих глядачів (від 18 років), можуть містити відверте насильство і відвертий сексуальний контент. Можуть виходити в ефір тільки від 23:00 до 5:00. Для цього рейтингу використовують біле кільце з прозорим тлом, усередині якого написано число 18. До 2005 року символ поміщали в червоний круг.